# 山崎直樹 (俳優)
山崎 直樹（やまざき なおき、1963年1月6日 - ）は、日本の俳優。秋田県出身。身長180cm。体重60kg。血液型はB型。トリプルエー所属。

## 人物
劇団GAYAを経て、劇団カクスコを結成。第33回紀伊国屋演劇賞団体賞を受賞。
特技：沖縄三線。

## 出演

### 映画
- BU・SU（1987年）
- クレイジーボーイズ（1988年） - 金子正之
- シャ乱Qの演歌の花道（1997年）
- ノロイ（2005年）
- バックダンサーズ!（2006年）
- Watch with Me 〜卒業写真〜（2007年） - 田中孝平
- アニと僕の夫婦喧嘩（2009年） - 佐藤俊夫
- 踊る大捜査線 THE MOVIE3 ヤツらを解放せよ!（2010年）
- 空の境界（2013年）
- 闇金ドッグス3（2016年） - CMディレクター
- 愚行録（2016年）
- Mr.Long/ミスター・ロン（2017年）

### テレビドラマ
NHK
- 春よ、来い 第二部（1995年）
- 人生はフルコース（2006年）
- 探偵Xからの挑戦状!（2011年）
- 零戦 〜搭乗員たちが見つめた太平洋戦争〜（2013年）
- 秋田発地域ドラマ 金色の海（2021年、BSプレミアム） - 橋田達彦
- 『星新一の不思議な不思議な短編ドラマ』『薄暗い星で』（2022年5月31日、NHK BS4K・BSプレミアム）
- 正直不動産2 第9話（2024年） - 山田直人 役

日本テレビ
- ドラマスペシャル 左目探偵EYE（2010年）

TBS
- 家庭欄記者・鍋嶋六郎が行く!!（1999年）
- 独身生活（1999年）
- 水戸黄門 第40部（2009年） - 熊三
- リアル脱出ゲームTV（2013年）

フジテレビ
- 3番テーブルの客（1996年）
- ラブジェネレーション
  - 連続ドラマ（1997年） - 営業部社員
  - ラブジェネレーション'98 ハッピーエンドから始めよう（1998年4月6日）

- 鬼の棲家（1999年） - 従業員（レギュラー）
- 二千年の恋（2000年）
- 海のオルゴール（2003年）
- ワンダフルライフ（2004年）
- 金田一耕助シリーズ・八つ墓村（2004年）
- マザー&ラヴァー（2004年）
- ロス：タイム：ライフ Life in additionaltime 特別版（2008年）
- 風のガーデン（2008年）
- ヴォイス〜命なき者の声〜（2009年） - 警備員
- 婚カツ!（2009年）
- 任侠ヘルパー（2009年）
- 東京DOGS（2009年）
- ストロベリーナイト (テレビドラマ)
- パイロット版 （2010年11月13日） - 滑川幸男
- ドラマレジェンド （2012年1月6日）

テレビ朝日
- 特命係長_只野仁 スペシャル第1弾（2004年12月22日）
- 交渉人（2005年）
- アタックNo.1（2005年）
- 恋におちたら〜僕の成功の秘密〜（2005年）
- 狩矢父娘シリーズ10（2009年） - 竹本慎也
- 相棒
  - season9 第12話（2011年1月19日）「招かれざる客」- 市田亮一
  - season12 第9話（2013年12月13日）「かもめが死んだ日」 - 羽賀刑事

- おかしな刑事2022 年忘れ!!大感謝スペシャル（2022年12月27日） - 飛鳥酒造 総務部長 馬場孝治

テレビ東京
- 若き血に燃ゆる〜福沢諭吉と明治の群像（1984年）
- 心霊探偵 八雲（2006年） - 後藤和利

### 舞台
- 無頼の女房（2002年、劇団道学先生）
- OUR COUNTRY'S GOOD（2003年、スターダス・21）
- vol.53「ギャンブラー」（2003年、加藤健一事務所）
- no.7「いとしのエミー」（2006年、プレイメイト）
- COMEDY TRAIN 1号/ディレクション（2007年、劇団たいしゅう小説家）
- 空飛ぶジョンと萬次郎（2007年、劇団コーンフレークス・東京芸術劇場小ホール2）
- そうぢ!（2008年、本多劇場）
- COMEDY TRAIN 2号/オープン・The・Show（2008年、劇団たいしゅう小説家）
- 四十雀ノコイ（2008年、THEATER/TOPS）
- 彩られたモノ・クローン（2009年、恵比寿・エコー劇場）
- SHURABA（2009年、劇団たいしゅう小説家・東京芸術劇場小ホール2）
- 最後の忠臣蔵（2009年、明治座）
- 奇行遊戯（2010年、下北沢駅前劇場）
- 密室ゲーム 確率捜査官 御子柴岳人最後の忠臣蔵（2010年、恵比寿・エコー劇場）
- 最後の忠臣蔵（2010年、中日劇場）
- 黄色い叫び（2011年、新宿タイニイ・アリス）
- 背水の孤島（2011年、笹塚ファクトリー）
- 狂おしき怠惰（2012年、下北沢駅前劇場）
- 五線紙の上のジェーン（2012年、あうるすぽっと）
- 背水の孤島（2012年、下北沢本多劇場）
- 来訪者（2013年、座・高円寺1）

### Vシネマ
- 桃色探偵団PINK DICKS 1 媚薬サルオナの謎（1990年）
- 血の染
- 実録・侠魂（2011年） - 五代目黒崎組組長 川嶋銀次
- 首都抗争（2017年） - 喫茶店マスター
- 日本統一（2018年）
  - 日本統一26（2018年1月） - 丸神会二代目極山会理事長補佐 北見一家総長 北見信久
  - 日本統一28（2018年） - 北陸 敦賀 神山一家総長 神山実
- 覇者の掟 第三章 第四章 第五章（2019年） - 弘和会若頭補佐 船木組組長 船木勲
- キングダム 〜首領になった男〜（2019年） - 平田浩輔(辰巳企画の客)
- CONFLICT 〜最大の抗争〜 第七章（2019年） - 日本統合舎 実務部 部長 ケンモチサトシ
- 権力の階段 総理への道（2020年） - 総理秘書官 今中孝三
- 日本統一外伝 田村悠人（2021年） - 三代目侠和会 北陸ブロック 神山一家総長 神山実

### PV
- 矢沢永吉「東京ナイト」（1986年）
- 斉藤由貴「漂流姫」（1987年）
- サザンオールスターズ「クリスマス・ラブ (涙のあとには白い雪が降る)」（1993年）

### CM
- クラシエホールディングス NEWナイーブ（2007年）
- キユーピー（2011年 - 、ラジオCM）
- アサヒビール 生一丁
- カネボウ
- 興和 新コルゲンコーワ うがい薬ワンプッシュ
- 東京三菱銀行
- ベネッセコーポレーション 進研ゼミ高校講座
- 三洋電機 ひまわり
- 永谷園 広東風かに玉、麻婆春雨

### テレビアニメ
- パンdeグータン（ナレーション）

### ラジオドラマ
- 青春アドベンチャー